# Merrylands, New South Wales
Merrylands este o suburbie în Sydney, Australia.